# Hypersensitivitetspneumonit
Hypersensitivitetspneumonit (HP), är en lungsjukdom som framförallt uppstår efter upprepad yrkesrelaterad inandning av organiskt damm. I lungornas alveoler (längst ute i luftvägarna) uppstår en immunologisk överkänslighetsreaktion mot det inhalerade dammet. Det tidigare namnet allergisk alveolit kan anses missvisande då det inte rör sig om en klassisk IgE-medierad allergi, även om det finns likheter.

## Typer
Det finns flera olika benämningar av HP beroende på vilken typ av organiskt damm som inhaleras. Några av benämningarna redovisas i tabellen nedan. 
| Benämning av HP            | Utlösande ämne                                                                      |
| -------------------------- | ----------------------------------------------------------------------------------- |
| Lantbrukar-/tröskdammlunga | Mögeldamm från hö och halm                                                          |
| Fliseldarsjuka             | Mögel i fuktig flis                                                                 |
| Justerverkssjuka           | Trämögel i sågverk                                                                  |
| Fågelskötarlunga           | Djurprotein från fåglar                                                             |
| Kemiarbetarsjuka           | Lågmolekylära kemikalier                                                            |
| Luftfuktarsjuka            | Bakterier och svamp från luftfuktaranläggning vid tryckerier eller i billtvättshall |
| Bubbelpoolsalveolit        | Bakterien Mycobacterium avium                                                       |

## Symtom
Sjukdomen går att dela in i en akut form, med en snabb symtomdebut inom dagar-veckor från exponering, och i en kronisk form, med en smygande symtomdebut inom månader-år. Vid den akuta formen har den drabbade oftast utsatts för en hög exponering av det utlösande ämnet under kort tid, medan den kroniska formen uppkommer efter en lägre exponering över lång tid. 
Symtom som kan uppkomma vid bägge former inkluderar hosta, andnöd och ett tryck över bröstet. Vid den akuta formen kan även influensaliknande symtom så som feber, frossa och muskelvärk uppkomma. Vid den kroniska formen kan istället viktnedgång, blåfärgning av hud och slemhinna (cyanos) och hjärtsvikt (cor pulmonale) ses. Den kroniska formen kan delas in i en fibrotisk och en icke-fibrotisk form.